# Shidaisaurus
Shidaisaurus là một chi khủng long, được Wu X. P. Currie Dong Pan & Wang T. mô tả khoa học năm 2009.